# Король Андрій Дмитрович
Андрій Дмитрович Король (біл. Андрэй Дзмітрыевіч Кароль; нар.. 30 жовтня 1972, Гродно, Білоруська РСР) — білоруський педагог, доктор педагогічних наук, професор. З 28 вересня 2017 року — ректор Білоруського державного університету.

## Біографія
Народився в Гродно в 1972 році. У 1995 році закінчив інженерний факультет Гродненського державного університету імені Янки Купали (ГрДУ імені Я. Купали) за спеціальністю «Радіофізика і електроніка». З 1995 по 1999 рік працював вчителем середньої школи № 5 м. Гродно. У 2002 році захистив кандидатську дисертацію «Метод евристичного діалогу як засіб активізації навчально-пізнавальної діяльності учнів», а в 2009 році — докторську дисертацію «Моделювання системи евристичного навчання на основі діалогу». (м. Москва, Російська академія освіти). У 2010 році присвоєно вчений ступінь ВАК Росії, а в 2018 р. присвоєно вчене звання «професор» ВАК Республіки Білорусь.
З 1999 по 2000 рік — викладач кафедри фізико-математичних дисциплін і економічної інформатики Гродненської філії Інституту сучасних знань. У 2000—2004 роках — старший викладач, з 2004 по 2008 рр. — доцент кафедри медичної і біологічної фізики Гродненського державного медичного університету (ГрДМУ).
З 1999 року викладав на кафедрі фізико-математичних дисциплін і економічної інформатики Гродненської філії Інституту сучасних знань. З 2000 року почав трудову діяльність в ГрДМУ. Андрій Король пройшов шлях від старшого викладача до керівника відділу освітніх інформаційних технологій і науково-медичної інформації та завідувача кафедрою психології і педагогіки. Працював у ГрДМУ до 2008 року. У 2012 році почалася трудова діяльність у ГрДУ імені Я. Купала на посаді завідувача кафедри педагогіки педагогічного факультету.
З березня 2013 року по вересень 2017 року Андрій Король очолював Гродненський державний університет імені Я. Купали.
З 28 вересня 2017 року призначений на посаду ректора Білоруського державного університету.

## Наукова діяльність
Представник наукової школи людиноцентричної освіти.
Увів до педагогіки поняття «евристичний діалог», в якому пошукова активність в ході засвоєння нових знань належить учню, а не вчителю.
Розробив модель евристичного навчання на основі діалогу, що включає функції діалогу як методологічного принципу реалізації евристичного навчання (морально-розвиваюча, когнітивна, емоційно-ціннісна, творчо-рефлексивна); систему проектування діалогу в основних структурних компонентах евристичного навчання; систему реалізації евристичного навчання в очній, дистанційній та очно-дистанційній формах.
Розкрив діалоговий компонент освітніх стандартів, цілей, структури, змісту евристичного навчання, системи контролю освітніх результатів евристичної діяльності школярів, який заснований на постановці учнем питань до фундаментального освітнього об'єкта (корелюється групою запитань «Що?»), доведення або спростування твердження вчителя при порівнянні первинного продукту учня з культурно-історичним аналогом (корелюється групою питань «Як?»), одночасному доведенні і спростуванні затвердження вчителя при створенні учнями узагальненого освітнього продукту (корелюється групою запитань «Чому?»).
Розробив модель діалогу в евристичному навчанні, що представляє собою механізм створення учнем нового знання на основі трьох послідовних видів діалогової діяльності:
1. постановка питань до об'єкта (етап пізнання фундаментального освітнього об'єкта і створення учням суб'єктивного освітнього продукту),
2. доказ, спростування тверджень (етап порівняння суб'єктивного освітнього продукту учня з культурно-історичним аналогом),
3. одночасний доказ і спростування твердження учням, складання ним фрагмента діалогу (етап складання узагальненого освітнього продукту);
Розробив механізм взаємодії педагогічних та інформаційних технологій в навчальному процесі, що забезпечує реалізацію діалогової моделі евристичного навчання в очно-дистанційній формі за рахунок організації вчителем горизонтальних («учень-учень») і вертикальних («учень-вчитель») діалогів. Розроблені відповідні дистанційні курси.
Розробив методологічні і дидактичні основи мовчання в навчанні. Мовчання учня розглядається у двох ракурсах: мовчання як стадія, коли сказати нічого свого, і мовчання як компетентність, де учень «відкриває» себе — смисли, цілі, місію — і створює свої знання. Особлива увага приділяється взаємозв'язку мовчання, «запитування» та евристики.
Андрій Король опублікував понад 200 навчально-методичних і наукових праць, у тому числі 50 книг. З них 10 монографій, 27 навчальних і навчально-методичних посібників (3 — англійською мовою, включаючи повний курс лекцій з медичної і біологічної фізики), 13 науково-популярних книг. Автор і керівник більше 20 дистанційних курсів, науково-практичних семінарів.
Автор і науковий консультант проекту «Міжвузівський освітній портал „Методологія, зміст, практика креативної освіти [Архівовано 26 травня 2020 у Wayback Machine.]“». Автор і ведучий семінарів очно-дистанційного оргдіяльнісного курсу «Методика навчання через відкриття: як навчати всіх по-різному, але однаково».
Є постійним автором робіт у наукових виданнях: «Педагогіка», «Питання філософії», «Початкова школа», «Шкільні технології», «Народна освіта». Веде власну авторську рубрику в журналі «Народна асвета».
З 2016 року — член експертної ради ВАК Білорусі з педагогічних та психологічних наук.
Був заступником голови оргкомітету всеукраїнських конкурсів «Дистанційний вчитель року», «Дистанційна школа року», «Дистанційна педагогічна практика», Всеукраїнських учнівських дистанційних конференцій Центру дистанційної освіти «Ейдос», членом редакційної колегії збірників наукових праць лабораторії методології і теорії змісту освіти УРАО «Інститут змісту і методів навчання» (Москва), видань Наукової школи людиноцентричної освіти.
Згідно з даними Наукової електронної бібліотеки elibrary.ru [Архівовано 9 січня 2021 у Wayback Machine.] А. Д. Король є лідером Індексу наукового цитування в Білорусі в галузі «Народне освіту. Педагогіка» за спеціальністю «Загальна педагогіка, історія педагогіки і освіти».
Згідно з базою даних Google Scholar А. Д. Король входить до десятки найбільш цитованих вчених БДУ в галузі гуманітарних наук.

## Членство в громадських об'єднаннях, співпраця з державними органами та іншими організаціями
Член редакційної колегії журналу «Педагогіка» (Російська академія освіти), міжнародної редакційної ради серії «Думка і слово» Інституту філософії РАН, низки білоруських наукових журналів.
А. Д. Король був депутатом Гродненського обласної Ради депутатів двадцять сьомого скликання, головою постійної комісії з мандатів, законності, місцевого управління та самоврядування.
У 2019 р. обраний віце-президентом Євразійської асоціації університетів. Член Президії Національної академії наук Білорусі [Архівовано 14 січня 2020 у Wayback Machine.]. Є Почесним професором Фошаньского університету (КНР) [Архівовано 28 червня 2020 у Wayback Machine.].

## Нагороди
Нагороджений трьома грамотами Російської академії освіти, «Медаллю Сократа», Почесною грамотою Міністерства освіти Республіки Білорусь (2011), Почесною грамотою Республіканського центру фізичного виховання і спорту школярів та студентів (2013), Почесною грамотою Гродненського обласного виконавчого комітету (2015), Почесною грамотою Гродненського міської Ради депутатів (2015), Почесною грамотою Гродненського обласної Ради депутатів (2017), грамотою Збройних сил Республіки Білорусь (2018).
- Стипендія Президента Республіки Білорусь талановитим молодим вченим (2012).
- Подяку Міністра освіти Білорусі (2014).
- Подяка Президента Республіки Білорусь (2016).
- Подяка Вищої атестаційної комісії Республіки Білорусь (2017).
- Нагрудний знак Міністерства освіти «Выдатнік адукацыі» (2017).